# Gobiesox milleri
Gobiesox milleri là một loài cá sinh sống ở nước mặn. Nó thuộc họ Gobiesocidae trong bộ Gobiesociformes. Nó phân bố ở trong vùng biển Costa Rica khu vực trung đông Thái Bình Dương.